# Congrès des Républicains de 2017
Le congrès des Républicains de 2017 a lieu le 10 décembre 2017.
Il s'agit du septième congrès depuis la création de l'UMP en 2002 et du premier depuis le changement de dénomination du parti en 2015.
Laurent Wauquiez est élu président du parti dès le premier tour, avec 74,6 % des suffrages exprimés et une participation de 42,5 % des inscrits.

## Contexte
Les Républicains est le nouveau nom de l'Union pour un mouvement populaire depuis mai 2015. Présidé par Nicolas Sarkozy jusqu'à l'annonce de sa candidature à la primaire française de la droite et du centre de 2016, il est ensuite sous la direction de Laurent Wauquiez comme président par intérim puis de Bernard Accoyer comme secrétaire général, ce dernier ayant été nommé par François Fillon après sa victoire à la primaire. 
Le congrès est organisé quelques mois après la défaite de François Fillon au premier tour de l'élection présidentielle de 2017 — première fois que la droite est éliminée au premier tour de ce scrutin depuis le début de la Ve République — et après la défaite du parti aux élections législatives qui ont suivi.
Le congrès devrait permettre de trancher la ligne politique du parti, alors que certains de ses membres participent au gouvernement formé par le président nouvellement élu Emmanuel Macron, parmi lesquels Édouard Philippe, Premier ministre, ou encore Bruno Le Maire, ministre de l'Économie et des Finances, et qu'un groupe dissident dit « Les Constructifs » s'est formé à l'Assemblée nationale à l'écart du groupe LR afin de soutenir l'action du gouvernement.

## Organisation
Le congrès est annoncé le 11 juillet 2017 lors d'un bureau politique. 
Le vote est prévu par voie électronique.

## Candidats
Les prétendants doivent se déclarer avant le 11 octobre 2017 et doivent être parrainés par au moins 13 parlementaires (députés, sénateurs et députés européens) et 2 500 adhérents.

### Retenus
Le parti retient trois candidats :
- Maël de Calan, conseiller départemental du Finistère et ancien porte-parole d'Alain Juppé, se déclare candidat le 5 septembre[2] ;
- Florence Portelli, maire de Taverny et secrétaire nationale des Républicains ; elle officialise sa candidature le 29 août[3] ;
- Laurent Wauquiez, président du conseil régional d'Auvergne-Rhône-Alpes ; il officialise sa candidature dans un entretien au Figaro le 31 août[4].

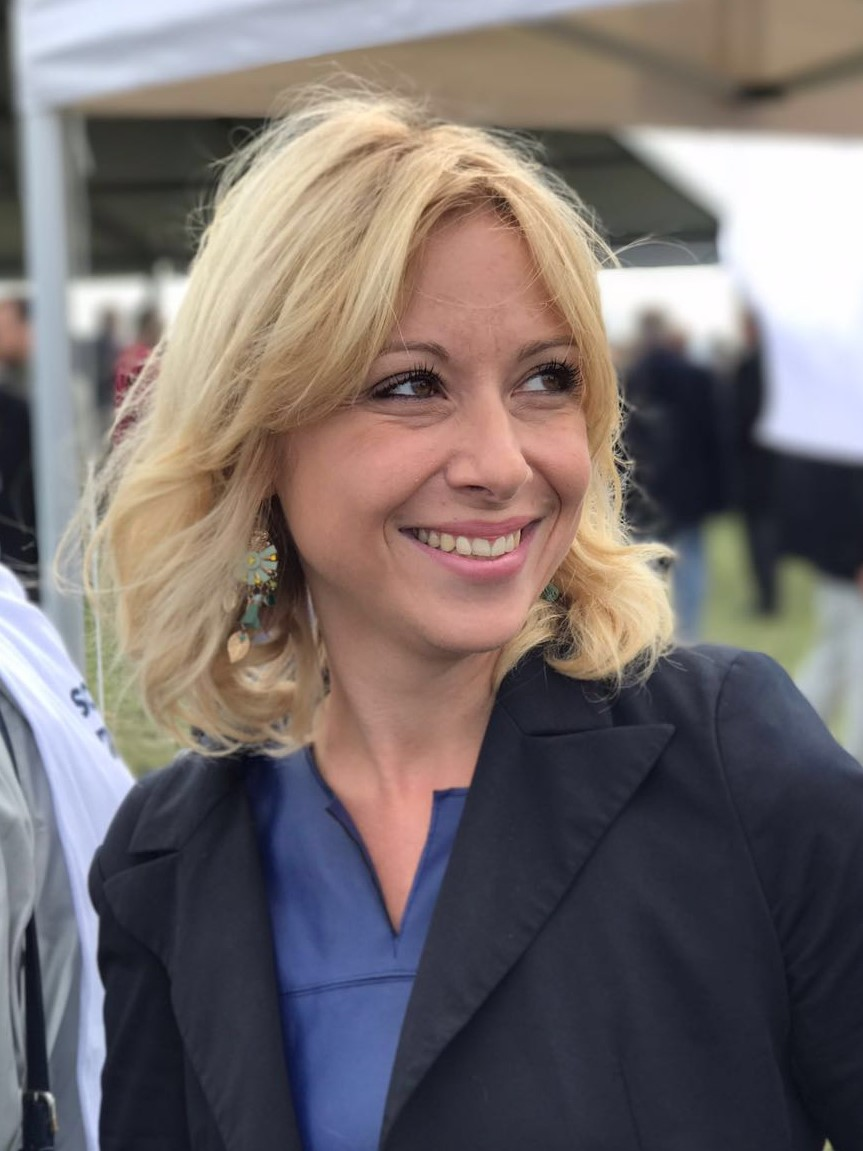
Florence Portelli
Laurent Wauquiez

### Personnalités non candidates

#### Candidatures n'ayant pas obtenu les parrainages nécessaires
Quatre candidats déclarés n'obtiennent pas le nombre de parrainage requis par les statuts du parti :
- Franck Yonboue[5], colistier aux élections municipales 2014 à Bondy sur la liste UMP et militant gaulliste résidant en Seine-Saint-Denis
- Julien Aubert, député élu dans le Vaucluse, se déclare candidat le 3 septembre[6] mais renonce début octobre, n'ayant pas réuni le nombre suffisant de parrainages[7] ;
- Laurence Sailliet, membre du bureau politique du parti depuis 2011 ; peu connue du grand public, elle annonce sa candidature le 9 juillet[8] mais renonce le 8 octobre, n'ayant pas réuni le nombre suffisant de parrainages[9] ;
- Daniel Fasquelle, député du Pas-de-Calais ; il annonce sa candidature le 26 août[10]. Ayant déposé ses parrainages le 11 octobre, sa candidature est retoquée le 26 octobre[11].

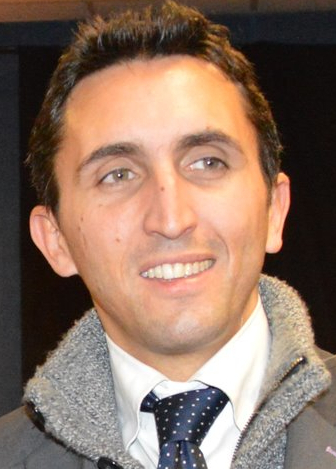
Julien Aubert
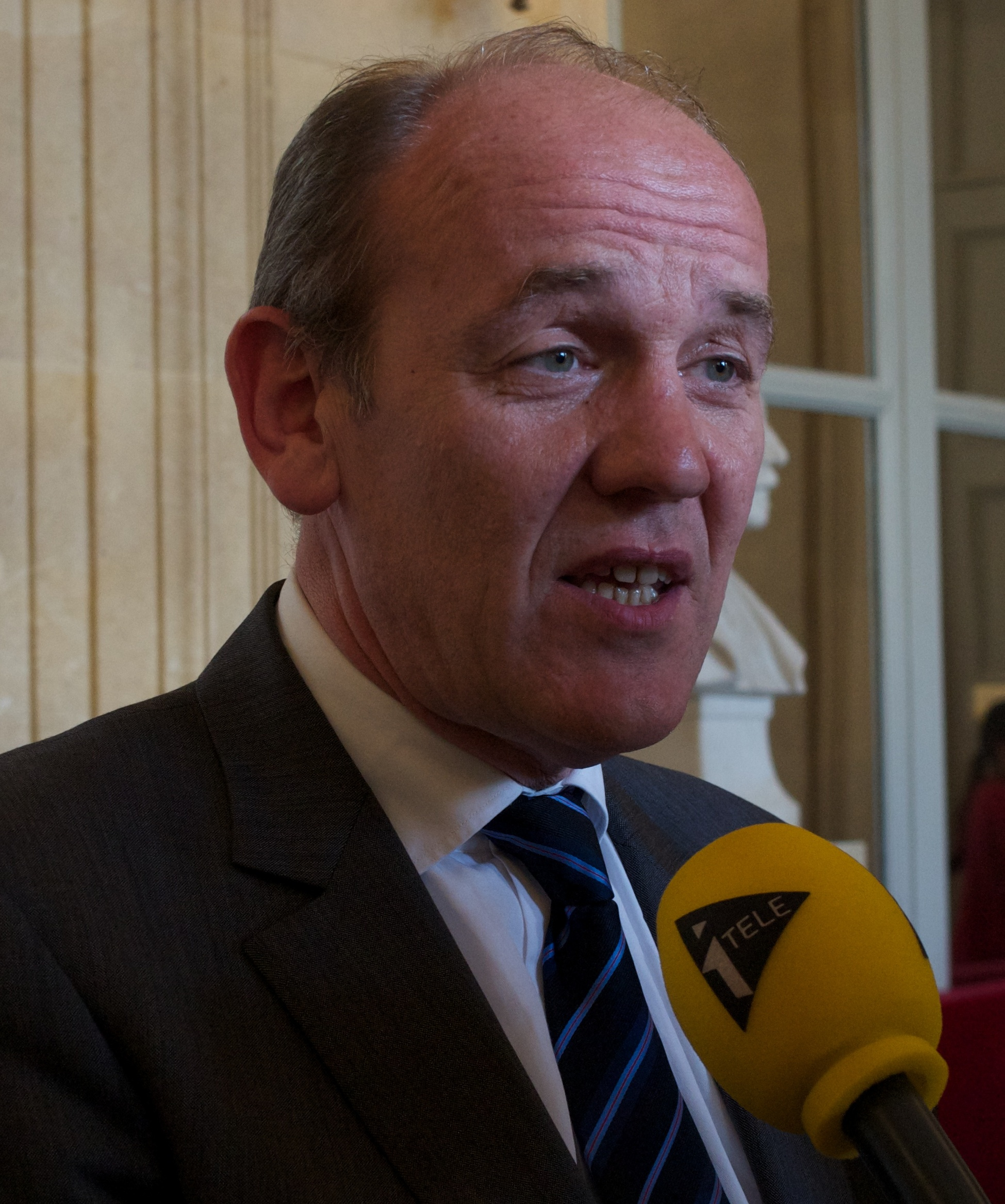
Daniel Fasquelle

#### Candidatures envisagées
Quatre autres personnalités du parti avaient envisagé de se présenter :
- Xavier Bertrand, président du conseil régional des Hauts-de-France ; ayant envisagé une candidature, il y renonce le 25 juin 2017[12] ;
- Roger Karoutchi, sénateur des Hauts-de-Seine ; déclarant « réfléchir » à une candidature, il y renonce le 28 septembre 2017 et annonce parrainer Laurent Wauquiez[13] ;
- Valérie Pécresse, présidente du conseil régional d'Île-de-France ; elle annonce son choix de ne pas se présenter le 9 juillet 2017[14] ;
- Bruno Retailleau, président du groupe LR au Sénat ; il évoque cette possibilité le 11 juillet 2017 mais réclame néanmoins un report du congrès[15].

## Sondages
| Sondeur      | Date                  | Échantillon | Maël de Calan | Daniel Fasquelle | Florence Portelli | Laurent Wauquiez | Ne se prononcent pas |
| ------------ | --------------------- | ----------- | ------------- | ---------------- | ----------------- | ---------------- | -------------------- |
| Odoxa-Dentsu | 6 et 7 décembre 2017  | 113         | 14 %          | -                | 20 %              | 62 %             | 4 %                  |
| Odoxa-Dentsu | 11 et 12 octobre 2017 | 133         | 2 %           | 4 %              | 14 %              | 78 %             | 2 %                  |

## Campagne
La campagne officielle se déroule du 26 octobre 2017, jour de l'annonce de la liste officielle des candidats, au 8 décembre 2017.

## Résultats

Carte représentant le pourcentage du vote pour Laurent Wauquiez par département.

| Candidat           | Candidat           | Unique tour | Unique tour |
| Candidat           | Candidat           | Voix        | %           |
| ------------------ | ------------------ | ----------- | ----------- |
|                    | Laurent Wauquiez   | 73 554      | 74,64       |
|                    | Florence Portelli  | 15 876      | 16,11       |
|                    | Maël de Calan      | 9 113       | 9,25        |
|                    |                    |             |             |
| Suffrages exprimés | Suffrages exprimés | 98 543      | 100,00      |
|                    |                    |             |             |
| Blancs             | Blancs             | 1 054       | 1,06        |
| Votants            | Votants            | 99 597      | 42,46       |
| Abstentions        | Abstentions        | 134 959     | 57,54       |
| Inscrits           | Inscrits           | 234 556     |             |
|                    |                    |             |             |

## Réactions
L'ancien député LR Frédéric Lefebvre dénonce « des pratiques douteuses sur l'émission massive de codes à des non adhérents. Une compétition, entachée du soupçon de tricherie, avec des listes électorales faisant la part belle aux démissionnaires et aux morts ».
Xavier Bertrand annonce quitter le parti dès le lendemain de l'élection.